# Glashütte (Schieder-Schwalenberg)
Glashütte ist ein zum Stadtteil Schieder gehörender Kneipp-Kurort der lippischen Stadt Schieder-Schwalenberg im Nordosten von Nordrhein-Westfalen. Der Stadtteil hatte am 30. Juni 2021 237 Einwohner.

## Lage
Der Ort liegt zwischen Schieder und Lügde (Stadt Lügde) in unmittelbarer Nähe des Schiedersees (Emmerstausee) sowie am Fuße der Herlingsburg.

## Geschichte
Das Dorf Glashütte verdankt seine Gründung und Namensgebung den Glasbläsern, die im Jahre 1715 vom Landesherrn Graf Friedrich Adolf die Genehmigung zur Errichtung einer Glashütte und einer Waldsiedlung erhielten. Betreiber der Glashütte waren die Glasermeister Fritz Henze und Elias Becker, die beide ursprünglich aus Nordhessen stammten und zuvor schon Glashütten an anderer Stelle in Lippe besaßen. Zusammen mit Einwanderern aus Nordhessen wurden Glasöfen, Wohnhäuser und Schuppen errichtet.

## Verkehr
Glashütte wird von der Buslinie 770 (Glashütte, Markt – Schieder, Bahnhof – Brakelsiek – Schwalenberg – Lothe – Steinheim, Bahnhof – Wöbbel, Kirche) bedient.